# Silnice II/378
Silnice II/378 je silnice II. třídy, která vede z Drahan do Senetářova. Je dlouhá 13,8 km. Prochází dvěma kraji a dvěma okresy.

## Vedení silnice

### Olomoucký kraj, okres Prostějov
- Drahany (křiž. II/377)
- Otinoves (křiž. III/37728)
- Rozstání (křiž. III/3781, III/3782)

### Jihomoravský kraj, okres Blansko
- Lipovec (křiž. III/3783, III/3785, III/37924)
- Senetářov (křiž. II/379, III/3786, III/37923)